# Turpan
Turpan (uigură: تۇرپان‎, ULY: Turpan?; turcă: Turfan; chineză: 吐魯番; pinyin: Tǔlǔfān), cunoscut ca și Turfan sau Tulufan, este un oraș-oază în nord-vestul Chinei, în regiunea autonomă Xinjiang. Cu o populație de 255,000 de locuitori, este unul dintre cele mai orașe din nord-vestul Chinei. Turpan este situat în nordul depresiunii Turfan.
Uigurii sunt majoritari în Turpan (70%), urmați de chinezi han (22%) și de chinezi hui (7%).

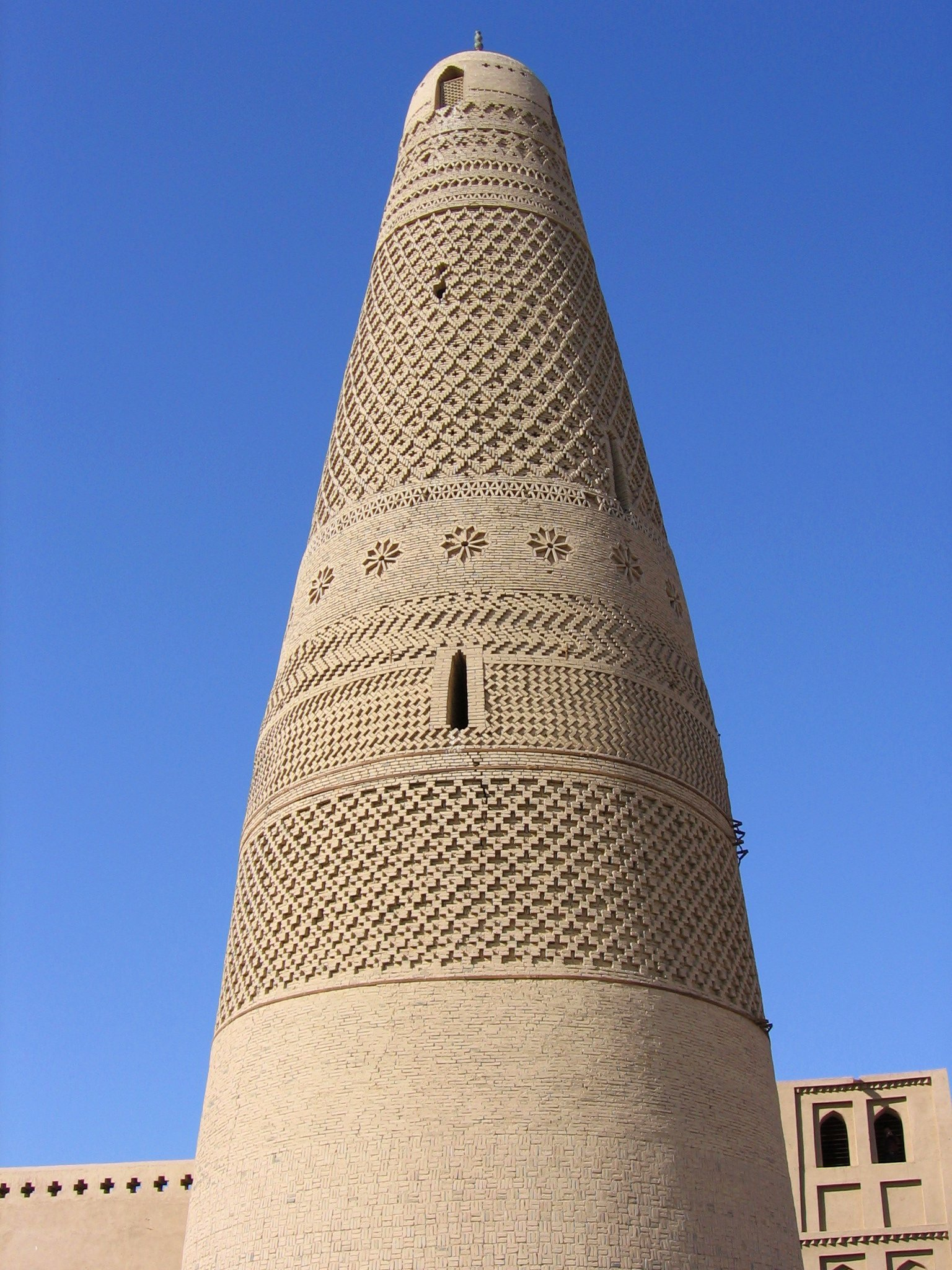
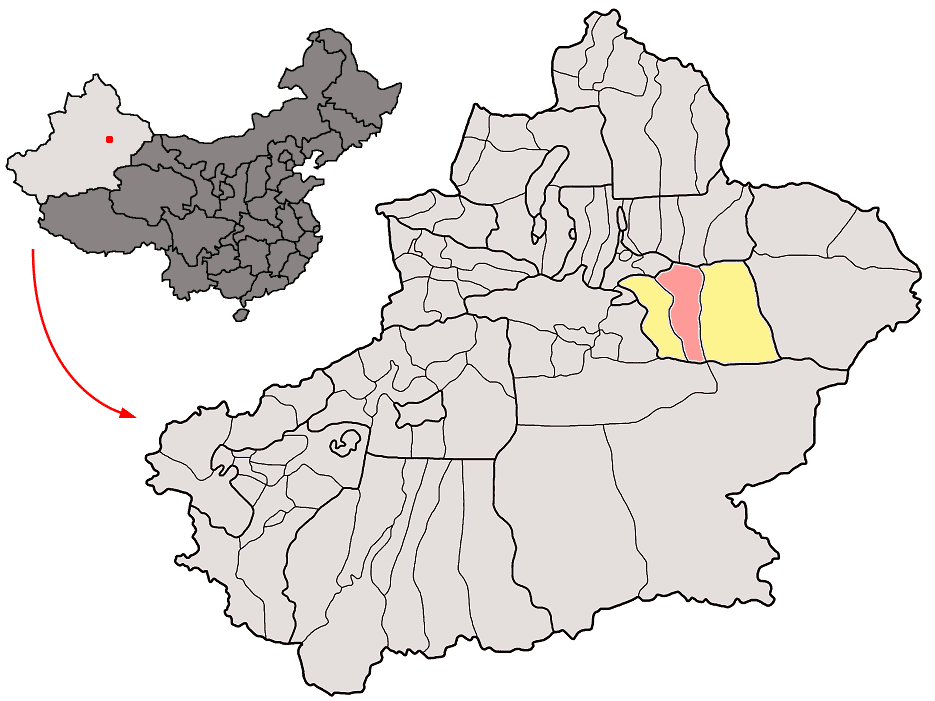

- Minaretul moscheii din Turfan
- Localizarea oraşului Turpan în cadrul Chinei